# Schefflera plurifolia
Schefflera plurifolia är en araliaväxtart som beskrevs av Pedro Fiaschi och David Gamman Frodin. Schefflera plurifolia ingår i släktet Schefflera och familjen araliaväxter. Inga underarter finns listade.